# Phalanx Ambassadors
Phalanx Ambassadors ist ein Jazzalbum von Matt Mitchell. Die am 13. und 14. Dezember 2018 in den Clubhouse Recording Studios in Rhinebeck, New York entstandenen Aufnahmen erschienen 2019 auf Pi Recordings.

## Hintergrund
Phalanx Ambassadors war das vierte Album des Pianisten Matt Mitchell für das Label Pi Recordings. Zur Band gehören Miles Okazaki an der E-Gitarre, Patricia Brennan an Vibraphon und Marimba, Kim Cass am Bass und Kate Gentile am Schlagzeug.
Seine Arbeit mit Kate Gentile setzte Mitchell mit dem Album Snark Horse (Pi Recordings, 2021) fort.

## Titelliste
- Matt Mitchell: Phalanx Ambassadors (Pi Recordings PI81)[1]
  1. Stretch Goal 6:25
  2. Taut Pry 1:45
  3. Zoom Romp 1:26
  4. Phasic Haze Ramps 15:53
  5. S S G G 5:00
  6. Be Irreparable 5:43
  7. Mind Aortal Cicatrix 9:24

Die Kompositionen stammen von Matt Mitchell.

## Rezeption
Nach Ansicht von Will Layman (Pop Matters) sei der neue Jazz, der 2019 aus New York komme, ist reichhaltig und faszinierend, komplex und abwechslungsreich, brillant und gelegentlich auch sehr akademisch. Doch Phalanx Ambassadors, die Band und gleichnamige Aufnahme von Matt Mitchell, sei ein New-Jazz-Album, das auch rocke. Die Partnerschaft zwischen Mitchell und Kate Gentile sei von zentraler Bedeutung für die Verbindung in dieser Band. Gentile könne eine Power-Drummerin sein, so der Autor, obwohl sie immer orchestral denke, wohl wie ein moderner Elvin Jones oder Tony Williams. Miles Okazaki bringe einen Flammenwerfer zur Session mit, obwohl er subtil agierte. Matt Mitchell swingt etwas und donnert auch in die Tasten. Kate Gentile sei überlebensgroß, wenn es darum gehe, Mitchells schillernde Kompositionen in eine punkige Hingabe zu verwandeln. Man könne die Energie dieser Band in ihren Knochen spüren, selbst wenn man die Taktart nicht zählen könne. Phalanx Ambassadors sei der Beweis dafür, dass kreative Musik eine Identität hat. Man könne spüren, wie zeitgenössischer Jazz Kraft und Sinn gewinnt.
Dan Bilawsky schrieb in JazzTimes, Matt Mitchells Vision sei ein Modell von skurriler Brillanz. Das Ausmaß seines persönlichen und künstlerischen Ehrgeizes wurde bereits in früheren Pi-Produktionen und durch viele andere einzigartige Assoziationen deutlich genug, aber Aufnahmen wie diese erinnern uns daran, dass er immer etwas Neues braue. Mitchell führe sein Quintett durch ein hyperspezifisches Hinterland und schwelge im Akt der Schöpfung. Es herrsche schon früh eine drängende Kameradschaft, da das gleichnamige Ensemble die ersten drei schrägen Szenen – das knorrige Stretch Goal und die Miniaturen Taut Pry und Zoom Toben – mit verzerrter Präzision navigiere. Dies sei anspruchsvoll, intensiv und voller dichter Dickichte; hier habe die Musik eine Schwerkraft, der man sich nur schwer entziehen könne.
Michael J. West schrieb im Down Beat, das Fehlen von Bläsern im fünfköpfigen Ensemble des Pianisten Matt Mitchell bringe eine gewisse Dämpfung mit sich – oder zumindest die Wahrnehmung davon. An Intensität mangele es jedoch nicht. Die Band koche und darüber hinaus koche sie nach einigen verworrenen, herausfordernden Rezepten. Aber die weicheren Klangfarben – Klavier, Bass, Vibraphon, Gitarre, Schlagzeug – ließen den Hörer nicht locker.
Phil Freeman schrieb in Stereogum, der Phalanx Ambassadors Opener „Stretch Goal“ habe die ganze Komplexität einer Frank-Zappa-Komposition aus der Hot Rats-Waka/Jawaka-Ära, abzüglich der Hardrock-Gitarre (Okazaki bevorzuge eher ein straffes Spiel) und Post-R&B-Bläser-Arrangements. Klavier und Vibraphon wurden in komplizierten Mustern übereinander purzeln, Bass und Schlagzeug dröhnten, bis alles so plötzlich zu Ende gehe, als hätte jemand gepfiffen.